# Melanotaeniaceae
Melanotaeniaceae is een familie van de ascomyceten. Het typegeslacht is Melanotaenium.

## Geslachten
Het bestaat uit de volgende geslachten:
- Melanotaenium
- Yelsemia
- Exoteliospora